# جيمس ألين هاردي
جيمس ألين هاردي (بالإنجليزية: James Allen Hardie)‏ هو عسكري أمريكي، ولد في 5 مايو 1823 في نيويورك في الولايات المتحدة، وتوفي في 14 ديسمبر 1876 في واشنطن العاصمة في الولايات المتحدة.